# Секерка-Стара
Секерка-Стара (пол. Siekierka Stara) — село в Польщі, у гміні Хотча Ліпського повіту Мазовецького воєводства.
Населення — 125 осіб (2011).
У 1975-1998 роках село належало до Радомського воєводства.

## Демографія
Демографічна структура станом на 31 березня 2011 року:
|          | Загалом | Допрацездатний вік | Працездатний вік | Постпрацездатний вік |
| -------- | ------- | ------------------ | ---------------- | -------------------- |
| Чоловіки | 56      | 11                 | 36               | 9                    |
| Жінки    | 69      | 9                  | 36               | 24                   |
| Разом    | 125     | 20                 | 72               | 33                   |